# Aduna
Aduna – gmina w Hiszpanii, w prowincji Guipúzcoa, w Kraju Basków, o powierzchni 6,95 km². W 2011 roku gmina liczyła 452 mieszkańców.